# Marcello Semeraro
Marcello Semeraro (ur. 22 grudnia 1947 w Monteroni di Lecce) – włoski duchowny rzymskokatolicki, doktor nauk teologicznych, biskup diecezjalny Oria w latach 1998–2004, biskup diecezjalny Albano w latach 2004–2020, sekretarz Rady Kardynałów w latach 2013–2020, administrator apostolski opactwa Santa Maria di Grottaferrata od 2013, prefekt Dykasterii Spraw Kanonizacyjnych (do 2022 Kongregacji Spraw Kanonizacyjnych) od 2020, arcybiskup ad personam od 2020, administrator apostolski sede vacante diecezji Albano w latach 2020–2021, kardynał diakon od 2020, prefekt Komisji ds. Nowych Męczenników – Świadków Wiary od 2023.

## Życiorys
Urodził się 22 grudnia 1947 w Monteroni di Lecce w regionie Apulia. Studiował i formację kapłańską otrzymał w seminarium w Lecce oraz w Regionalnym Seminarium w Molfetta, uzyskując licencjat i doktorat z teologii na Papieskim Uniwersytecie Laterańskim w Rzymie. Święcenia prezbiteratu przyjął 8 września 1971.
Po święceniach pełnił funkcję prorektora w seminarium arcybiskupim w Lecce, a następnie w seminarium regionalnym w Molfetta. Był także wikariuszem biskupim ds. Świeckich i Synodu Diecezjalnego w archidiecezji Lecce, a także profesorem w różnych instytutach i wydziałach teologicznych.
25 lipca 1998 papież Jan Paweł II prekonizował go biskupem diecezjalnym Oria. Sakrę biskupią otrzymał 29 września 1998 w katedrze Wniebowzięcia Najświętszej Marii Panny w Lecce z rąk Cosmo Francesco Ruppiego, arcybiskupa metropolity Lecce, zaś 10 października 1998 odbył ingres do katedry Wniebowzięcia NMP w Oria.
1 października 2004 Jan Paweł II przeniósł go urząd biskupa diecezji Albano. Ingres do katedry katedry św. Pankracego w Albano odbył 27 listopada 2004.
13 kwietnia 2013 papież Franciszek mianował go sekretarzem Rady Kardynałów, a 4 listopada 2013 – administratorem apostolskim opactwa Santa Maria di Grottaferrata.
15 października 2020 papież Franciszek przeniósł go na urząd prefekta Kongregacji Spraw Kanonizacyjnych, jednocześnie wynosząc go do godności arcybiskupa.
25 października 2020 podczas modlitwy Anioł Pański papież Franciszek ogłosił, że mianował go kardynałem. Na konsystorzu 28 listopada 2020 został kreowany kardynałem diakonem, z tytułem S. Maria in Domnica. 3 lipca 2023 mianowano go prefektem Komisji ds. Nowych Męczenników – Świadków Wiary. Brał udział w konklawe 2025, które wybrało papieża Leona XIV.
Jest autorem różnych książek i artykułów, zwłaszcza z zakresu eklezjologii, brał także udział jako prelegent w sympozjach krajowych i międzynarodowych.
W 2015 otrzymał rumuński Krzyż Komandorski Orderu Wiernej Służby, a w 2024 Krzyż Komandorski Orderu Zasługi Rzeczypospolitej Polskiej.